# Kranj Challenger
Il Kranj Challenger è stato un torneo professionistico di tennis giocato su campi in terra rossa. Faceva parte dell'ATP Challenger Series. Si è giocata una sola edizione, a Kranj in Slovenia.

## Albo d'oro

### Singolare
| Anno | Campione        | Finalista    | Punteggio |
| ---- | --------------- | ------------ | --------- |
| 2006 | Werner Eschauer | Gorka Fraile | 6–1, 6–0  |

### Doppio
| Anno | Campioni                                     | Finalisti                      | Punteggio        |
| ---- | -------------------------------------------- | ------------------------------ | ---------------- |
| 2006 | Antonio Baldellou-Esteva Héctor Ruiz Cadenas | Adrián García Damián Patriarca | 0–6, 6–2, [10–7] |